# Ford Peak
Der Ford Peak ist ein 1830 m hoher, felsiger Berggipfel im ostantarktischen Viktorialand. In den Prince Albert Mountains ragt er 10,5 km westlich des Mount Billing auf.
Die Südgruppe der New Zealand Geological Survey Antarctic Expedition (1962–1963) benannte ihn nach dem neuseeländischen Geodäten Malcolm Roding James Ford (1939–1996), Teilnehmer dieser Expedition und Mitglied der Mannschaft auf der Scott Base im antarktischen Winter 1962.